# Artur Eugénio Lobo de Ávila
Artur Eugénio Lobo de Ávila (Lisboa, 1856 - 9 de Fevereiro de 1945) foi um escritor e jornalista português.

## Biografia
Começou a sua carreira no Comércio, sendo despachado, aos 19 anos de idade, Empregado da Alfândega. Nesse mesmo ano, 1874, acompanhou seu pai, o General José Maria Lobo de Ávila, irmão de Francisco de Paula de Gouveia Lobo de Ávila, Amândio José Lobo de Ávila e Joaquim Tomás Lobo de Ávila, 1.º Conde de Valbom, e tio paterno de Francisco de Paula de Gouveia Lobo de Ávila e Carlos de Orta Lobo de Ávila, que seguia para Macau com as funções de Governador. Além de Secretário Particular de seu pai, foi Secretário de Legação na China, no Japão e no Sião.
Regressando a Lisboa em 1877, voltou ao seu serviço na Alfândega, matriculando-se, nessa altura, no Curso Superior de Letras. A Literatura atraía-o, começando por escrever para o Teatro. Estreou-se com duas Comédias: Uma Noiva no Prego, em 1879, e Empenhos Políticos, em 1880. Como Jornalista, começou na Redacção d' "O Comércio de Lisboa", colaborando também nos jornais "Diário de Notícias", "O Século", "Jornal da Colónias", "Época" e "Novidades", especialmente em folhetins históricos. Publicou As Memórias do Padre Vicente, com Prefácio de Tomás Ribeiro, Os Ministros do Sr. Moura, reeditado com o título Ministro Ideal, prefaciado por Teófilo Braga, A Descoberta e Conquista da Índia pelos Portugueses em 1898, Os Caramurús em 1900, Os Amores do Príncipe Perfeito em 1904, O Rei Magnífico em 1911, tendo transformado em Dramas os dois últimos trabalhos. Escreveu ainda: A Verdadeira Paixão de Bocage em 1905, de colaboração com Fernando Mendes, As Meias Roxas, Comédia Histórica, de colaboração com Júlio Rocha, Auto da Descoberta do Novo Mundo, e um compêndio técnico, Esmaltes Artísticos, em 1935, em que patenteou os seus conhecimentos de esmaltador de raro merecimento. Terminou a sua carreira com um livro de memórias, Nos Bastidores do Jornalismo, que o antecedeu poucos meses na morte. Devem citar-se, ainda, outras obras suas de merecimento: Elogio Histórico do Visconde de Coruche em 1905, A Protecção à Agricultura e o Comércio dos Cereais, Vasco, Romance, O Reinado Venturoso, Romance Histórico, Os Malhados, Teatro, de 1902, Antes Quebrar que Torcer, Teatro. Tomou parte entusiástica na explanação e defesa da tese da nacionalidade Portuguesa de Cristóvão Colombo exposta por dos Santos Ferreira e outros, intervindo por meio de artigos, opúsculos e conferências na ardente defesa da identidade Colombo-Zarco, por aquele pretendida.